# إن أردتم
إن أردتم (العبرية: אם תרצו، إم ترتزو) هي منظمة صهيونية وحركة يمينية متطرفة سياسيّة خارج البرلمان تأسست رسمياً عام 2007.
تقتبس اسمها من الترجمة العبرية الحديثة للمقولة الألمانية لمؤسس الفكر الصهيوني ثيودور هرتزل:«Wenn ihr wollt, ist es kein Märchen» وترجمتها في العبرية الحديثة كالتالي: «إم ترتسو، اين زو أغدا». ومعناها: «إن أردتم، فتلك ليست أسطورة».
استهجنت المنظمة بشدة تقرير غولدستون الذي ذكر أن إسرائيل ارتكبت جرائم حرب في الحرب على غزة (2008–2009)، وفي أعقاب ذلك، شنت "ايم ترتسو" حملة ضد منظمة مدنية أخرى هي صندوق إسرائيل الجديد لأنها تقدم الدعم لمنظمات مدنية إسرائيلية قدمت معلومات لبعثة الأمم المتحدة لتقصي الحقائق بشأن النزاع في غزة. وزعمت "ايم ترتسو" في تقرير لها أن 92% من الأدلة التي جمعها ريتشارد غولدستون (رئيس البعثة) جاءت بأموال من منظمة صندوق إسرائيل الجديد. كما هددت المنظمة جامعة بن جوريون بأنها ستقنع جهات مانحة دولية بإيقاف دعمها للجامعة في حال لم تضع حدًا للنهج المعادي للصهيونية الذي يُمارسه أساتذة كلية السياسة والحُكم. ونشرت إن أردتم قائمة تضم 9 أساتذة في هذه الكلية من 11 أستاذًا، ووصفتهم بأنهم ناشطون سياسيًا ويتبنون مواقف يسارية متطرفة.

## منشأ
انشأها رونين شوفال الذي ولد لوالدين مهاجرين من اصل أرجنتيني وخدم في وحدة المدرعات الاسرائيلية ومن ثم اصبح عقيدا في محني رابين(هكريا) في تل أبيب وقد كان رئيس الحركة حتى عام 2013، وإيرز تدمر الذي خدم في سلاح الهندسة القتالي الإسرائيلي وكان "رئيس دائرة السياسات" للحركة حتى عام 2011. تأسست الحركة في فترة ما بعد حرب لبنان الثانية، وفي كانون الثاني/يناير 2007 تم تسجيلها كجمعية اسمها "إذا أردتم - الصهيونية تكون أو تتوقف".

## التمويل والدعم
تدعي المنظمة انها "تدير 20 خلية طلابية في الجامعات والكليات في إسرائيل، انطلاقًا من مفهوم أن هذا الجمهور يجب أن يكون الطريق الرئيسي للثورة الصهيونية التي تسعى الحركة إلى قيادتها. وفي عام 2009 بلغ عدد أعضاء الحركة نحو ألف من دافعي رسوم العضوية، إلى جانب نحو 5000 آخرين شاركوا في أنشطة الحركة التي شملت أمسيات دراسية وتظاهرات وأنشطة اجتماعية". ويتم تمويلها من خلال تبرعات المنظمات والأفراد وبشكل رئيسي اولئك الذين يعيشون في دول مثل امريكا ودول اوروبية. وفي عام 2007، بلغت قيمة التبرعات حوالي 250 ألف شيكل، وكان أبرز المتبرعين هي منظمة امريكية المدعوة "الصندوق المركزي الإسرائيلي" ، التي تبرعت بمبلغ 34 ألف دولار، وفي عام 2008، كانت أكبر جهة مانحة "مؤسسة يسرائل سيغال"، والتي تبرعت بحوالي 190 ألف شيكل.
في عام 2009، جمعت الحركة تبرعات بلغ مجموعها 456 ألف شيكل، منها 375 ألف شيكل، جاءت عبر الوكالة اليهودية، من المنظمة المسيحية الصهيونية الأمريكية "المسيحيون المتحدون من أجل إسرائيل" التي يرأسها جون هاجي الذي يتبع للتيار الصهيوني المسيحي، وهي منظمة تتبرع بحوالي عشرة ملايين دولار سنويا لمنظمات في إسرائيل، وإجمالا حولت هذه المنظمة عبر الوكالة اليهودية إلى "ايم ترتسو" مبلغ 761 ألف شيكل في الأعوام 2008-2009. وفي أغسطس 2010، أعلنت المنظمة وقف التبرعات موضّحةً: "إن صح التعبير لقد ضللنا بشأن أنشطتهم. لقد صدقناهم عندما أخبرونا أن مهمتهم هي التعليم اليهودي البحت... ولسنا مهتمين بالتدخل في المناقشات السياسية الداخلية في إسرائيل".
وفي عام 2010، ارتفع حجم التبرعات إلى ما يقارب 1.66 مليون شيكل، وفي عام 2011، تم تلقي أكبر تبرع للحركة (312.500 شيكل) من المنظمة الامريكية المدعوة "الصندوق المركزي الإسرائيل. وفي عام 2014، بلغت قيمة التبرعات 1.73 مليون شيكل، منها تبرع بقيمة حوالي 780 ألف شيكل. وفي عام 2015، قفز حجم التبرعات إلى 7.04 مليون شيكل، وفي عام 2016 انخفض إلى 2.62 مليون.

## بعض نشاطات المنظومة

### انكار النكبة الفلسطينية والنشاط ضد تعريف النكبة
في مايو 2011، أصدرت الحركة كتيبًا بعنوان "النكبة - خرطا" ، وهو عبارة عن كتيب مكون من 70 صفحة، يدعو لانكار النكبة الفلسطينية، حيث استعملوا الكلمة الفلسطينية "خرطة" وهي معناها اكذوبة في اللهجة الفلسطينية للاستهزاء من الواقعة. الكتيب هو من تأليف إيريز تدمر والصحفي إيرال سيغال، تروّج الصفحات الخمس في الكتيب السردية الصهيونية المتطرفة التقليدية والتي تتمثل بانكار شامل للنكبة الفلسطينية وذكر في الكتيب انها "كذبة تهدد بإغراقنا مثل تسونامي" ومحاولة تشويه لسمعة اسرائيل كما ويرمي الكتيب مشكلة اللاجئين على عاتق من يروه "بالمعتدي" – العرب، ويدعون ان العرب يعملون على إدامة وضع اللاجئين في الدول العربية بدلاً من "إعادة تأهيلهم"؛ ويقومون بالكتيب بالتلويح بعدة سرديات صهيونية متطرفة تم ذكرها في كتيب "الهسبارا عام 2009" للتأثير على رأي الامريكيين والسيطرة على سردية القضية وهي: السكان العرب في أرض إسرائيل هجروا مستوطناتهم ولم يتم ترحيلهم، وأن عدد اللاجئين قد تزايد وهو أقل من العدد المذكور عادة؛ ويدعون ايضا في الكتيب -بخلاف المثبت تاريخياً- أن الكثير من الفلسطينيين كانوا مهاجرين جاءوا من مكان قريب؛ كما وينددون لأنه لا بد من المقارنة بين مصير الفلسطينيين في إسرائيل ومصير اليهود الذين عاشوا في البلاد العربية كي يعززوا الدعم لاسرائيل من خلال غمرة الذنب والتلاعب العاطفي، ويحاولون أيضًا الربط بين الحركة الوطنية الفلسطينية والنازيين وترويج الفكرة وتطبيعها رغم ضعف برهانها.
وفي مارس 2013، أصدرت الحركة كتابها "كذبة اللاجئين الفلسطينيين" مشيطنةً منظمة الامم المتحدة واصفة اياها بانها تقود عملية احتيال الأمم المتحدة، وتشارك في إدامة المشكلة كأداة للقضاء على دولة إسرائيل وذلك بما يخص قضية اللاجئين الفلسطينيين. وقاموا ايضا باحتججات ضد الأونروا.

### قواعد بيانات الانترنت ضد كل من تعتبرهم المنظمة معادين للصهيونية
تدير الحركة مواقع إلكترونية تنشر معلومات عن الشخصيات العامة والأفراد الذين، وفقًا لها، تصرفوا ضد دولة إسرائيل: "اعرف المحاضر" يركز على الأكاديميين، "اعرف القاضي" على قضاة المحكمة العليا، و"اعرف الناشطين اليساريين"، كما تحتوي المواقع على آلية للإبلاغ عن عدد أكبر من الأشخاص.

### دعم مستوطنات غير القانونية دولياً
في عام 2016، بدأت منظمة "إيم ترتسو" بتنظيم جولات طلابية الى المستوطنة غير القانونية دولياً في الخليل بالتعاون مع لجنة الجالية اليهودية في الخليل. وفقًا للرئيس التنفيذي للمنظمة ماتان بيليج، تهدف إلى محاربة الجولات الى الخليل التي تقدمها المنظمة غير الحكومية اليسارية كسر الصمت في جهود للتوعية ضد المستوطنات الغير قانونية دوليًا والتي وصفها ماتان بيليج بـ "نزع الشرعية [عن المستوطنات] والأكاذيب".

### إجراءات واحتجاجات مضادة للاحتجاجات ضد الحكومة الـ 37 والإصلاح القانوني
أيّدت "ايم ترتسو" موقف الحكومة الـ 37 واصلاحها القانوني وبعد تصاعد الاحتجاجات ضد الحكومة، انضمت إلى منظمات مختلفة كحركة ضد الاحتجاجات.وفي إطار النشاط، تم تنظيم مسيرات ومظاهرات مؤيدة للإصلاح وفي الوقت نفسه، تم تنظيم احتجاجات ضد الحقوقيين والشخصيات العامة السابقة التي عارضت الإصلاح أو تعمل ضده.

### دعم الجيش
تقول المنظمة انّ دعم جنود الجيش الإسرائيلي هو احد اهم الاهداف عندها سواء كان ذلك بدعم فعليّ ومادي في الحروب من الطرود وغيرها ام قانوني ومعنوي كفعاليات الهسبارا وفعاليات اجتماعية. في بداية شهر آذار/مارس 2010، دخل جندي من الجيش الإسرائيلي مطعم "آزاد" في حي الهدار بحيفا، ورفض المطعم خدمة الجندي قائلين أن "الزي الرسمي لا يتناسب مع أجواء المكان ولا يخدم [من يرتدي] الزي الرسمي". عقب ذلك، قامت المنظمة بالاشتراك مع الجندي برفع دعوى قضائية ضد المطعم، وبعد ذلك حكمت المحكمة في 1 فبراير 2011 بأن "رفض الخدمة للمطعم يمثل تمييزًا خطيرًا ضد الجندي في مكان عام".

## وصلات خارجية
- موقع المنظمة باللغة الإنجليزية